# Il rapporto del gendarme
Il rapporto del gendarme (in originale francese Le Rapport du gendarme) è un romanzo di Georges Simenon terminato nel 1941. Il manoscritto è stato venduto all'asta a favore dei prigionieri di guerra, su iniziativa dell'autore, nel 1943. Il romanzo è uscito ufficialmente nel 1944 presso Gallimard. Un preoriginale era stato pubblicato in 19 puntate sul settimanale "Actu", dal 15 luglio al 22 novembre 1942, con il titolo Le mystère du Gros-Noyer.
In italiano la prima edizione è del 1958, presso Arnoldo Mondadori Editore (collana "Il Girasole" n° 103) per la traduzione di Franco Cannarozzo.

## Trama
La storia narrata, un dramma in crescendo, è ambientata in piccolo paese della Vandea, (Loira), Sainte-Odile. I protagonisti sono i membri della famiglia Roy: Il vecchio Evariste e suo figlio Etienne il quale è sposato con Josephine e Lucile, loro figlia. Personaggio non secondario è il gendarme Liberge, il quale sarà colui che determinerà il destino di tutta la famiglia. I Roy sono contadini e vivono in una grande fattoria chiamata il Gran Noce. La vicenda inizia con fatto insolito. Un giorno sulla strada che costeggia la fattoria viene ritrovato uno sconosciuto gravemente ferito in stato di coma. Dalle lesioni sembra essere stato investito da un automezzo. La sua condizione è talmente grave da non poter essere spostato e viene ricoverato in casa dei Roy.
Mentre trasportano il ferito in casa, un biglietto cade dalle tasche e viene raccolto da Josephine la quale tenta di nasconderlo, ma il gendarme chiamato per le indagini nota il gesto e si fa consegnare il biglietto. Sul biglietto è scritto l'indirizzo della fattoria. Nelle tasche dello sconosciuto viene ritrovata una mazzetta consistente di soldi, ma nessun documento e nemmeno effetti personali.
Già dalle prime pagine si intuisce che i Roy, pur vivendo e lavorando fianco a fianco, hanno covato per anni dubbi, sospetti, quasi certezze, mai esplicitate sulle storie che li legano. Evariste non è il vero padre di Etienne. Povero contadino, aveva sposato, sapendolo, una donna già incinta, solo per ben sistemarsi. Lo stesso fece Josephine che appena si accorse di aspettare un figlio sposò precipitosamente Etienne che la corteggiava da un pezzo senza però essere ricambiato. La figlia Lucille non assomiglia in nulla ai Roy ed Etienne ne è consapevole. Etienne è un contadino taciturno, ritenuto non molto intelligente ma gran lavoratore.
Lo sconosciuto si riprende dal coma ma non ricorda nulla, nemmeno il proprio nome. È un giovane dall'aria innocente da sembrare quasi un bambino. Su richiesta dei medici rimane nella casa e viene curato soprattutto da Lucille che sembra essere gelosa della madre tanto da pensare che lo sconosciuto abbia a che fare con lei per via del biglietto con l'indirizzo. Ma così non è. Effettivamente per tutti i Roy lo sconosciuto è uno sconosciuto ma i sospetti, soprattutto di Etienne, permangono e sono alimentati dallo strano biglietto.
Il gendarme Liberge che conduce le indagini, è un poliziotto apparentemente cordiale ma è una di quelle persone che godono nel mettere in difficoltà il prossimo e scavando nel passato non del tutto trasparente di Josephine recupera dalla madre vagabonda che vive lontano, la foto di un gruppo di semi zingari nella quale, oltre a Josephine, vi è un giovane con una voglia sul volto, la stessa che ha la figlia Lucille. Per fortuna i dettagli della foto sono così sono piccoli e sbiaditi che al momento passano inosservati.
Josephine alla vista della fotografia viene colta dal panico. Dopo aver condotto per ventidue anni una vita tranquilla, rispetto a quella di prima, ha una certezza: se il marito scoprisse la verità, sarà certamente scacciata e si troverà in mezzo alla strada senza nulla. Avvelenare Etienne sembra essere l'unica soluzione. Ma il veleno che lei gli mette nei funghi ha un sapore che lo insospettisce. Il marito si alza bruscamente dal tavolo, sputa il cibo e si allontana senza una parola per andare a ubriacarsi in paese. Quando Etienne torna, entra nel capanno degli attrezzi e prende un grosso scalpello. Josephine e la figlia si chiudono in camera ma la porta non regge sotto i colpi. Il primo a cadere senza rendersi conto di quanto sta succedendo è lo sconosciuto, poi è la volta delle due donne.
Sarà il vecchio Roy, a trovare, i tre cadaveri e quello del figlio che, dopo la strage, si è impiccato nella stalla. Le indagini sullo sconosciuto però continuano. Si ricostruisce che il biglietto con l'indirizzo lo aveva avuto dal fratello di Josephine emigrato in America il quale aveva gli aveva anche consegnato i soldi da far pervenire alla madre tramite la sorella. Ma le cause e i motivi dell'incidente che gli era capitato mentre stava raggiungendo la fattoria rimangono inspiegati. Evariste, il padre, ora è l'unico proprietario della fattoria, e già in paese si mormora sulla giovane servetta che si è preso in casa.

## Curiosità
Ad un certo punto compare nel romanzo, senza essere nominato, un commissario proveniente da Parigi che ha alcune caratteristiche del commissario Maigret.

## Temi del romanzo
L'ambientazione della campagna francese, della vita nei piccoli centri rurali è magistralmente tracciata con poche crude descrizioni. I silenzi, gli sguardi, la vita quotidiana fatta sempre degli stessi ripetitivi gesti, le conseguenze delle scelte fatte, e i rancori mai sopiti sono alla base di questo romanzo cupo, privo di speranze. Certamente gli anni in cui è stato scritto non erano dei più sereni.

## Adattamenti cinematografici e televisivi
- Le Rapport du gendarme, 1987, regia televisiva di Claude Goretta[1]

## Edizione italiana
- Georges Simenon, Il rapporto del gendarme, “Biblioteca Economica Mondadori " "Collana il girasole ” n° 103, Milano: Arnoldo Mondadori, 1958